# Лаза (приправа)
Лаза́ (лази́, лазджа́н, лажа́н, лозижа́н, уйгу́рська аджи́ка, го́стрый со́ус по-дунга́нськи, уйгу́рське варе́ння) (дунг. ю пә лазы) — азіатський гострый соус-приправа. Складається з часнику, перцю, олії. Має темнувато-червоний колір.
Додається в найрізноманітніші страви (манти, пельмені, лагман і ін.).

## Історія
За право називатися батьківщиною лазджана борються відразу три країни: Туркменістан, Узбекистан і Киргизстан. Найгарячіші суперечки йдуть між уйгурами і дунганами. В цілому, для кожного регіону Середньої Азії характерне використання гострих соусів-приправ в різних варіаціях.